# Amanda Kessel
Amanda Kessel, född den 28 augusti 1991 i Madison i Wisconsin, är en amerikansk ishockeyspelare. År 2013 tilldelades hon utmärkelsen Patty Kazmaier Memorial Award för bästa kvinnliga collegespelare i ishockey i USA.
Hon tog OS-silver i damernas ishockeyturnering i samband med de olympiska ishockeytävlingarna 2014 i Sotji.
Hon är yngre syster till ishockeyspelarna Phil och Blake Kessel, samt kusin till ishockeyspelaren David Moss.
Kessel var tvåa i poängligan i världsmästerskapet i ishockey för damer 2022 efter poängdrottningen Taylor Heise. Kessel gjorde sex mål och elva assists på sju matcher.
Hon är speciell assistent till presidenten för ishockeyverksamheten och general managern i Pittsburgh Penguins i National Hockey League (NHL).